# Universitat de Tsukuba
La Universitat de Tsukuba (japonès: 筑波大学, Tsukuba daigaku) és un centre d'educació superior localitzat a la ciutat de Tsukuba, Prefectura d'Ibaraki a la regió de Kantō, Japó. La Universitat té 28 col·legis i escoles amb un total de prop de 15,000 estudiants (el 2003), és considerada una de les millors universitats del país i posseeix el campus universitari (únic), el més gran del país.
A només 45 minuts amb tren (Tsukuba Express) del centre de Tòquio. La ciutat està situada a 60 quilòmetres al nord-est de Tòquio, la universitat fa d'eix principal per a la ciutat de la ciència de Tsukuba, la qual representa un dels esforços més importants coordinats per a l'impuls de l'avenç en descobriments científics de qualitat al món i és la primera ciutat científica del Japó. Amb aquest objectiu, el govern japonès destina prop de la meitat de la seva inversió en ciència i tecnologia per a aquesta urbanització. La universitat serveix de centre per a la ciutat, la qual compta amb més de 240 centres de recerca privats i 60 institucions públiques educatives i de recerca com ara JAXA (Agència Espacial Japonesa), NIMS (Institut nacional de les ciències naturals) i AIST (Institut Nacional de Ciència i Tecnologia Industrial Avançada), tenint àmplia col·laboració amb aquestes entitats.
La ciutat va ser construïda utilitzant com a model ciutats igualment planificades amb el desenvolupament científic com, tals com Bethesda i Palo Alto. La mateixa va ser fundada en unificar assentaments antics com Ōho, Sakura, Toyosato i Yatabe.
Donada la seva naturalesa, la universitat se situa en una ciutat que té una de les poblacions més erudites del país en densitat, amb més de 15.000 Ph.D entre una població total de 207.394 persones per a l'any 2008. Recentment, Tsukuba ha estat nomenada com el centre neuràlgic en robòtica i la nanotecnologia del Japó. Part d'això es deu a l'existència del projecte Cybernics com a part del programa Global COE, aprovat i finançat pel Ministeri d'Educació, Cultura, Esports, Ciència i Tecnologia del Japó (MEXT), com a estratègia per al desenvolupament de centres d'educació i investigació japonesos de "classe mundial" que impulsin el desenvolupament general del sistema educatiu de la nació. Aquest projecte és liderat pel professor Yoshiyuki Sankai de la universitat de Tsukuba als laboratoris d'aquesta casa d'estudi, buscant fusionar humans, màquina i sistemes d'informació en només concepte; gràcies a això, s'ha aconseguit desenvolupar el sistema HAL (Hybrid Assistive Limbs), un vestit robòtic exoesquelètic, capaç de detectar els senyals bioelèctrics febles en extremitats, compensant les falles i incrementant la força en persones amb impediments físics, entre diverses utilitats. Aquesta invenció va ser la guanyadora del prestigiós World Technology Award de 2005.

## Reputació
La universitat de Tsukuba és una de les més prestigioses universitats japoneses sent posicionada constantment entre les 10 millors universitats del país entre un total de 778. Forma part de les 13 universitats seleccionades pel govern del Japó per al programa Global 30 que busca crear vincles acadèmics forts a l'escena internacional. També és part de RU11, consorci compost per les 11 universitats més importants Japoneses en el camp de la investigació juntament amb les universitats nacionals de Kyoto, Tohoku, Osaka, Tòquio, Nagoya, Waseda (privada), Keio (privada), Kyushu, Hokkaido i l'Institut tecnològic de Tòquio. És considerada com una de les millors universitats asiàtiques com s'aprecia en diversos rànquings. Recentment, va ser l'única universitat japonesa a classificar en el rànquing de les millors 100 universitats amb menys de 50 anys a Times Higher Education World University Rankings (2013). Així com figura com l'única universitat Japonesa al rànquing equivalent de Quacquarelli Symonds QS World University Rankings (Top 50 Universities Under 50 in 2013) al #14 (quatorzè) lloc a escala mundial. També ha estat ubicada entre el 9è i el 17è lloc en el "Rànquing universitari acadèmic mundial". Així mateix, l'escola d'educació física és considerada la més prestigiosa del país de la qual han sortit més de 60 atletes olímpics; d'altra banda, l'escola d'estudis socials i internacionals ha estat catalogada com la #1 al Japó per Toyo Keizai el 2010.

## Persones destacades
- Jigoro Kano: Exdirector de la universitat d'educació de Tòquio, pare del Judo.
- Sin-Itiro Tomonaga: Professor emèrit, expresident de la universitat, Premi Nobel de Física (1965)
- Leo Esaki: Professor emèrit, expresident de la universitat, Premi Nobel de Física (1973)
- Hideki Shirakawa: Professor emèrit, Premi Nobel de Química (2000)